# Ewa Mikina

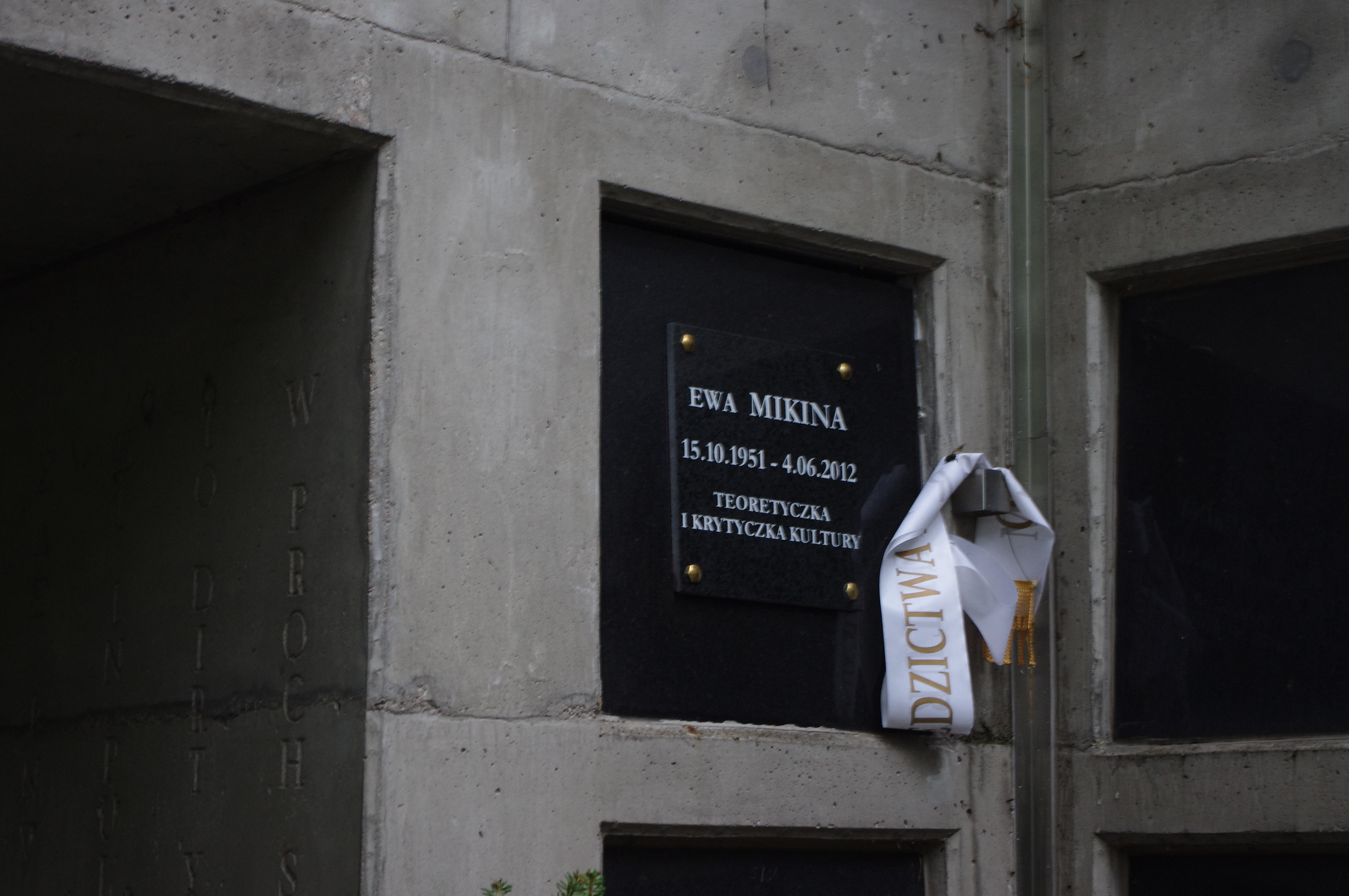
Grób Ewy Mikiny na Cmentarzu Wojskowym na Powązkach

Ewa Mikina (ur. 15 października 1951 w Szczecinie – zm. 4 czerwca 2012 w Warszawie) – historyczka i krytyczka sztuki, teoretyczka cyberkultury, eseistka, kuratorka wystaw, wykładowczyni, tłumaczka z języka angielskiego. Autorka licznych publikacji w czasopismach artystycznych, książkach oraz katalogach wystaw.
Laureatka Nagrody Krytyki Artystycznej im. Jerzego Stajudy w 1997.

## Życiorys
W 1975 roku ukończyła historię sztuki na Uniwersytecie Jagiellońskim (napisała pod kierunkiem prof. Mieczysława Porębskiego pracę magisterską pt. „Defiguracja. Malarstwo na granicy reprezentacji i abstrakcji”).
W latach 1975–1984 roku pracowała w dziale malarstwa nowoczesnego Muzeum Sztuki w Łodzi, gdzie była kuratorką wielu wystaw sztuki polskiej za granicą, przygotowanych przez zespół muzeum pod kierunkiem dyrektora Ryszarda Stanisławskiego. W latach 1984–1989 kierowała zespołem powołanym przy Instytucie Sztuki PAN, który gromadził materiały dotyczące sztuki najnowszej w latach stanu wojennego i przeprowadził akcję wywiadów-rzek z ok. 60 wybranymi artystami polskimi.
W 1990 roku w Kunstmuseum w Düsseldorfie jako kuratorka zorganizowała kluczową dla tamtego okresu wystawę zbiorową artystów polskich pt. „Bakunin w Dreźnie”, która w 1991 była prezentowana w CSW Zamek Ujazdowski pod tym samym tytułem. W latach 1990–1992 roku pracowała również w dziale dokumentacji Centrum Sztuki Współczesnej Zamek Ujazdowski w Warszawie nad ustalaniem polityki pozyskiwania materiałów dokumentacyjnych oraz przygotowywaniem rozbudowanego słownika sztuki XX wieku z elementami teorii i filozofii sztuki nowoczesnej. Od 1991 do 1993 współpracowała z wydawnictwem Hotel Sztuki założonym przez Andrzeja Paruzela i Dorotę Karaszewską, dla którego przetłumaczyła dwie książki: „Jak Nowy Jork ukradł ideę sztuki nowoczesnej” autorstwa Serge'a Guilbaut'a oraz „Gwałt na kulturze” autorstwa Stewarta Home'a. Od 1992 roku współpracowała z „Magazynem Sztuki” założonym przez Ryszarda Ziarkiewicza.
W latach 1995–2000 wykładała sztukę i teorii sztuki XX wieku w Instytucie Sztuk Wizualnych Uniwersytetu Zielonogórskiego. W 2001 roku, na Uniwersytecie Jagiellońskim, obroniła rozprawę doktorską o początkach nowoczesności w Anglii II połowy XVIII wieku pt. „Ciemna strona Oświecenia”. W latach 2001–2004 wykładała sztukę najnowszą i nowe media w Instytucie Historii Sztuki Uniwersytetu Łódzkiego. W latach 2005–2006 wykładała w Wyższej Szkole Humanistycznej w Pułtusku. W latach 2007–2008 realizowała cykl wykładów fakultatywnych w Instytucie Historii Sztuki UAM w Poznaniu. W latach 2007–2008 w CSW Zamek Ujazdowski pracowała nad projektem www.cyberpracownia.org – koncepcją strony internetowej zawierającej ogromną bazę danych dotyczących cyberkultury (sztuka, teoretycy, e-książki, e-czasopisma, etc). Prace nad Cyberpracownią zostały przerwane, ponieważ CSW nie przedłużyło jej kontraktu, tłumacząc się brakiem finansów.
Od 2009 współpracowała z Fundacją Profile. Od 2011 roku prowadziła zajęcia „teoria kultury wizualnej” w Polsko-Japońskiej Wyższej Szkole Technik Komputerowych w Warszawie – filia w Bytomiu. W roku akademickim 2011/2012 realizowała cykl wykładów monograficznych w Akademii Sztuk Pięknych w Warszawie.
Zmarła 4 czerwca 2012, została pochowana na cmentarzu Powązki Wojskowe w Warszawie (kolumbarium 29B-6-34).